# Otros días vendrán
Otros días vendrán és una pel·lícula espanyola dirigida per Eduard Cortés el 2005 i protagonitzada per Fernando Guillén, Álex Angulo, Cecilia Roth, Antonio Resines, Nadia de Santiago, Nacho Aldeguer i Reyes Calzado.
La seva trama gira entorn d'una història d'amor i perversitats, on Cecilia Roth i Antonio Resines donen vida a una parella que ha de superar múltiples obstacles per poder començar i consolidar la seva relació. La lluita per la vida, per l'amor i per trobar una existència millor són els temes en els quals se centra Otros días vendrán. Ha estat doblada al català.

## Argument
Alicia (Cecilia Roth) és una professora d'institut que viu amb la seva filla i amb la frustració d'un dolorós error sentimental que encara li fa mal. La seva vida és un desastre en el pla amorós i sexual i la seva existència és completament anodina. Per posar remei sol establir relacions a través d'un xat a Internet, però la majoria de les vegades és insatisfactori quan no desagradable. No obstant això, quan Alicia té la possibilitat de conèixer a l'home de la seva vida, potser ja ha planejat com fer que marxi.

## Repartiment
- Cecilia Roth: Alicia
- Antonio Resines: Luis
- Fernando Guillén: Lucas
- Nacho Aldeguer: Javi/Zak
- Nadia de Santiago: Vega.
- Georgina Latre: Susi
- Reyes Calzado: Ana
- Álex Angulo: Miguel

## Rebuda
- Premis Goya: Nominada a millor guió original
- Crítica 
  - "El rerefons d'aquesta història és profund, real, intel·ligent i respectuosament feminista, un estil no gaire abundant (...) Puntuació: ★★★ (sobre 5)."[3]
  - "Millorable, sí, però, no obstant això, tendra quan toca, irònica sense fer sang, conmovedora a estones i amb un final que senzillament no pot ser piadosament més perfecte."[4]